# Karl Mannheim
Karl Mannheim (Budapest, 27 marzo 1893 – Londra, 9 gennaio 1947) è stato un sociologo tedesco di origine ebraica.
Viene considerato il fondatore della sociologia della conoscenza.

## Biografia
Studiò all'università di Heidelberg, dove fu discepolo di Alfred Weber (fratello di Max Weber). Insegnò inizialmente in Germania (fu docente di sociologia a Francoforte) ma, in seguito all'ascesa al potere del Partito Nazionalsocialista, nel 1933, in quanto ebreo, si trasferì nel Regno Unito. Qui tenne la cattedra di pedagogia all'Università di Londra. Fu nominato lettore di Sociologia alla London School of economics. Fondò la collana di testi sociologici International Library of Sociology and Social Recostruction. Nel 1947, lo stesso anno della morte, avvenuta per infarto, era stato nominato presidente dell'UNESCO; è stato sepolto a Novara il 28 luglio 1947 nel cimitero ebraico.

## Il pensiero
Partendo da una posizione marxista, dovuta all'influenza del suo primo maestro György Lukács, il pensiero di Mannheim evolve per altre vie grazie ai molteplici influssi recepiti in Germania, dove riceve l'insegnamento di Alfred Weber, ma è maggiormente influenzato, per via indiretta, dal fratello di questi, Max Weber, all'epoca una delle personalità dominanti del mondo culturale tedesco; entra in contatto con Georg Simmel, Eduard Spranger, Edmund Husserl, Norbert Elias (che diverrà suo assistente). 
L'impatto con questi autori, che recano all'origine della propria indagine il problema della fondazione di un metodo che sia aderente alla realtà da indagare, ma che non perda il contatto con la storicità e le formazioni vitali che essa presenta in un continuo fluire, porterà Mannheim ad allontanarsi dal marxismo della sua gioventù "lukacsiana". Il marxismo non è del tutto abbandonato, ma per penetrare la sfera fenomenica della vita culturale per come questa si presenta, ossia come creazione spontanea e non meccanica, occorre trovare categorie meno rigide degli automatismi socioeconomici marxiani. Mannheim evidenzia quella che considera una contraddizione irriducibile del marxismo: se ogni proposizione culturale è frutto del suo contesto socioeconomico, allora lo stesso marxismo e lo stesso metro che si usa per verificarne la validità è viziato da questa determinazione originaria, che ne stabilisce il limite. Con ciò, ogni valore riscontrabile in formazioni culturali sarebbe relativo.
Tale discorso emerge in particolare nell'opera più nota di Mannheim, Ideologia e utopia, in cui l'ideologia è indagata come sistema di pensiero che si fonda su valori e metri interpretativi che sono statuiti e validi all'interno di quell'unico sistema. Sviluppando in maniera approfondita tale analisi, Mannheim giunge ad osservare come all'interno di ogni sistema di pensiero si vadano sviluppando una gnoseologia e un'epistemologia, che agiscono per vie valide solo all'interno del medesimo sistema, e che riconoscono su un piano ontologico determinati elementi ignorati al di fuori di tale ideologia. L'autore indaga la genesi delle formazioni differenziate di cultura e i motivi della loro proliferazione nell'epoca moderna; in ciò risulta evidente soprattutto l'influenza weberiana. 
L'opera del sociologo ungherese è comunque ricca di contenuti originali, così come sono originali e importanti le conclusioni; ne emerge che ogni "conoscere", come ogni esperienza mediata che si compie della realtà, avviene attraverso un filtro inconsciamente presente che rende questo "conoscere" come ideologico già nell'essere posto alla coscienza. Ciò richiama le importanti osservazioni espresse da Max Weber nella conferenza sulla "Scienza come professione", in cui sono preconizzati gli approdi a cui l'analisi di Mannheim darà un solido fondamento. Al relativismo in cui ogni sapere precipiterebbe, l'autore oppone, per lo studio delle formazioni culturali date storicamente, un approccio detto "relazionale". Il relazionismo di Mannheim contiene tuttavia punti deboli che gli valsero le critiche dei suoi contemporanei, già da Lukàcs che definì tale "relazionismo" come un "relativismo sofisticato". L'incapacità di risolvere il problema dell'assenza di valori stabili e immanenti nelle formazioni culturali è tuttavia il problema dell'intera generazione di filosofi e sociologi di cui Mannheim faceva parte, e a cui nessuno ha potuto dare soluzione.
Notevole influenza, nella diffusione del suo pensiero e della sociologia della conoscenza, ebbe il sociologo Kurt Heinrich Wolff. Allievo di Mannheim ai tempi di Francoforte e successivamente accademico alla Brandeis University, Presidente del Comitato di Ricerca sulla Sociologia della conoscenza dell'International Sociological Association, e dal 1972 al 1979 Presidente della Società Internazionale per la Sociologia della Conoscenza, Wolff tradusse molte opere di Karl Mannheim e ne divulgò il pensiero.

## Opere
- Il pensiero conservatore, 1927
- Le generazioni, 1928
- Ideologia e utopia, 1929
- L'uomo e la società in un'età di ricostruzione, 1940
- Libertà, potere e pianificazione democratica, 1950
- Saggi sulla sociologia della conoscenza, 1952
- Saggi sulla sociologia della cultura, 1956

## Studi
- Alberto Izzo, Karl Mannheim. Un'introduzione, Armando, Roma, 1988.
- Ambrogio Santambrogio, Totalità e critica del totalitarismo in Karl Mannheim, Franco Angeli, Milano, 1990.
- Paolo Terenzi, Ideologia e complessità. Da Mannheim a Boudon, Studium, Roma, 2002.